# Китайци в Русия
Китайците в Русия (на китайски: 华裔俄罗斯人, на руски: Китайцы в России) са 61-вата по численост етническа група в Русия. Според преброяването на населението през 2010 г. броят на хората, определили се за китайци, е 28 943 души, или 0,02% от населението на страната. Числеността им се смята за занижена, тъй като Съветът по въпросите на задграничните общности на Тайван твърди, че през 2004 и 2005 г. са били 998 000, а в същото време руските демографи оценяват техния брой на между 200 и 400 хил. души.

## Численост и дял
Численост и дял на китайците според преброяванията през годините:
| Преброяване | Численост | Дял (в %) |
| 1926        | 8 739     | 0,01      |
| 1939        | 22 491    | 0,02      |
| 1959        | 19 097    | 0,02      |
| 1970        | 7 987     | 0,01      |
| 1979        | 5 743     | 0,00      |
| 1989        | 5 197     | 0,00      |
| 2002        | 34 577    | 0,02      |
| 2010        | 28 943    | 0,02      |